# Apokalyps

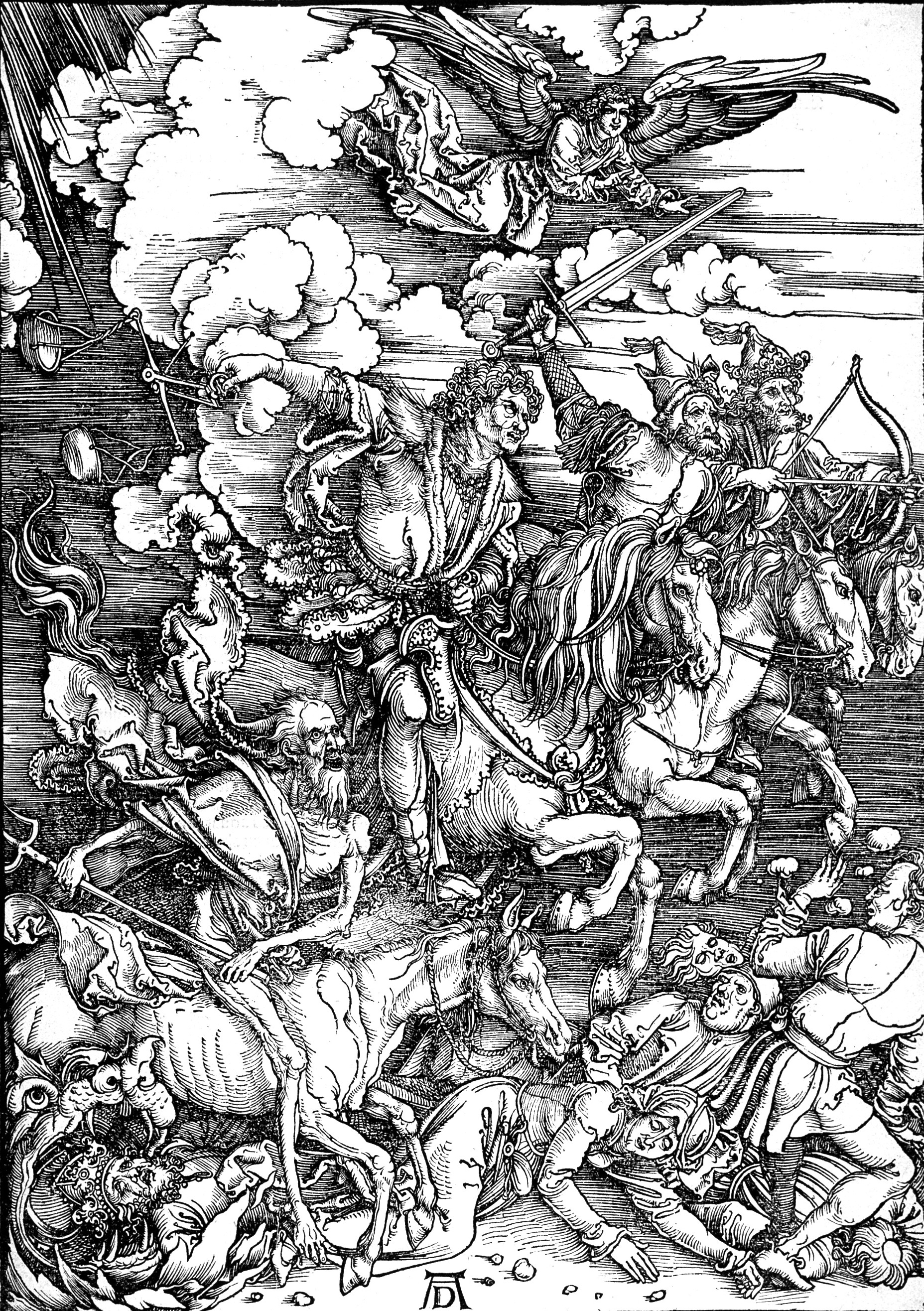
Albrecht Dürers Apokalypsens fyra ryttare från hans träsnittsserie Apokalypsen.

Apokalyps betyder uppenbarelse, från grekiskans αποκάλυψη (apokalypsis) vars grundbetydelse är "avtäckelse" eller "avslöjande". De två grekiska orden apo ("bort") och kalyptein ("det som döljer") bildar tillsammans ett begrepp som innebär att man avtäcker något. Med apokalyps avses idag ofta en uppenbarelse som handlar om eskatos – den yttersta tiden med jordens och mänsklighetens undergång. Vanligast i den västerländska kulturen är att man fått för sig att eskatos och apokalypsen är samma sak. I de stora religionerna som har sydvästasiatiskt eller iranskt ursprung, är Gud (eller Jehova, Allah, Ahura Mazda) involverad tillsammans med sina medhjälpare i en gigantisk kamp mot det onda (Satan, Djävulen, Ahriman, etc.). I flertalet levande eller utdöda religioner och trosföreställningar finns en undergång och ett slut på tiden med i kalkylerna. I den förkristna tron i Norden var eskatos Ragnarök. Apokalypser eller uppenbarelser föreställer sig två huvudsakliga former av eskatos kopplade till den egna kulturens tidsbegrepp – den linjära där allt går under för evigt, och den cirkulära där de överlevande människorna eller deras efterträdare får en ny chans. 
Ordet apokalyps hade ursprungligen inte denna stränga koppling till världens undergång. På ett ställe i Nya testamentet sägs exempelvis: "Jag har tagit emot det [evangeliet] genom en uppenbarelse (apokalypsis) från Jesus Kristus" (Gal 1:12), på ett annat "Jag ber att vår Herre Jesu Kristi Gud, härlighetens Fader, skall ge er vishetens och uppenbarelsens (apokalypsis) Ande" (Ef 1:17).
Begreppet apokalyps har således ändrat betydelse och kopplats samman med sammanbrott, tillintetgörelse och mänsklighetens utradering eller världens slut. Det beror på den mest kända uppenbarelsen eller apokalypsen, som mottogs av Johannes – en kristen församlingsledare från Efesus som år 95 landsförvisats till ön Patmos i Egeiska havet, blev så välkänd och betydelsefull. Den kallas för "Johannesapokalypsen" och är Bibelns sista bok, "Uppenbarelseboken", som efter en lång debatt blev införlivad i den kristna kanon så sent som år 397 vid konsiliet i Kartago. Denna apokalyps är inte själva katastrofen, utan enbart uppenbarelsen, allmänt tolkad som den yttersta tiden och de dramatiska händelser som ska utspelas omedelbart före Messias ankomst.

## Apokalypstro i det forna Iran

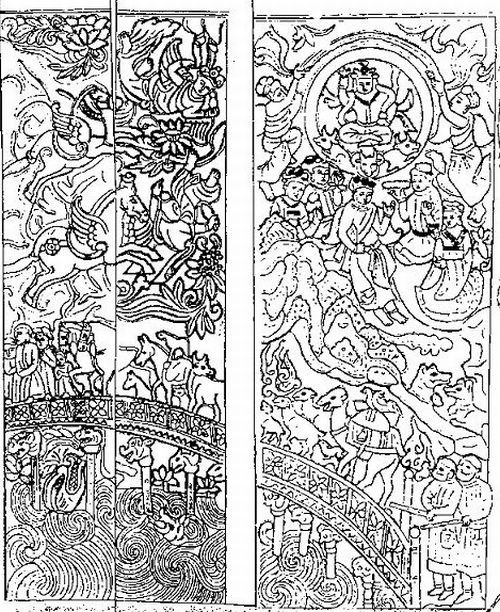
Östiransk målning från Sogdien porträtterar själarnas vandring över "Skiljeställets bro".

De första apokalyptiska föreställningarna i en monoteistisk religion uppkom i Iran, inom zoroastrismen – den religion som Zarathustra (född tidigast 1500 f.Kr., senast på 600-talet f.Kr.) grundade. Zoroastrismen var en religion som förändrades över tiden i paritet med vilka påfrestningar Iran, dess konungar och dess präster utsattes för. Gud (Ahura Mazda) ansågs ursprungligen ha en god och en ond aspekt, men snart förvandlades tron så att det ljusa och det mörka blev två motsatta väsen som låg i ständig strid med varandra. Enligt denna apokalyptiska tro skulle världen gå mot sitt slut en dag. Gud skulle besegra de onda makterna genom en frälsargestalt. Gud skulle som en domstol döma människorna och de döda skulle uppväckas. Alla människor skulle tvingas att gå över Skiljeställets bro (cinuuatô peretûm), och de människor som stått på ondskans sida skulle falla eller knuffas ned i Helvetet. För de goda människorna skulle bron vara bred och trygg, så att de skulle kunna ta sig över till Paradiset. Helt apokalyptisk var inte zoroastrismen då den lät Gud rena världen så att den kunde börja om på nytt.
Zoroastrismen var en religion som under lång tid dominerade Iran, och under denna tid hann den förändras liksom dess syn på historiens slut och apokalypsen. I huvuddrag uppfattades världshistorien som en gigantisk strid mellan den gode Ahura Mazda och den onde Angra Mainyu (Ahriman) som varar i tolvtusen år uppdelade på fyra tretusenårsperioder. Före och efter de tolvtusen åren är tiden oändlig.

## Apokalyps inom judendom, kristendom och islam
Zoroastrismen påverkade judendomen starkt. Böcker som dels introducerar djävulen som motståndare till Gud och som dels är apokalyptiska till sin natur är Daniels bok, Esters bok och Tobias i Tobit. Apokalyptik kallas den gren av den senare judiska litteraturen, som i underbara syner och symboliska bilder söker skildra det kommande Guds- och Messiasriket såsom en uppfyllelse av alla löften och profetior.

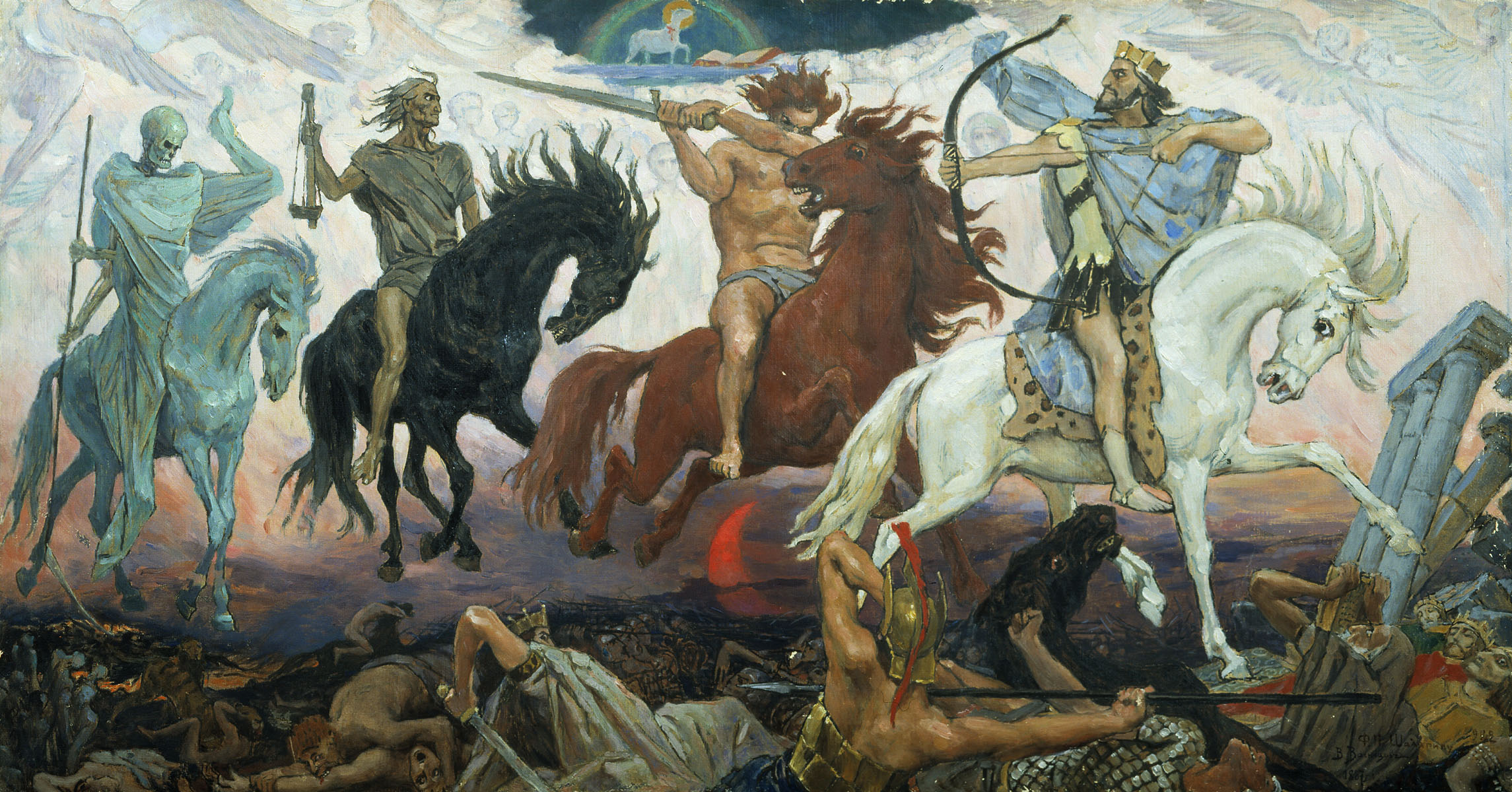
Viktor Vasnetsov apokalypsens fyra ryttare.

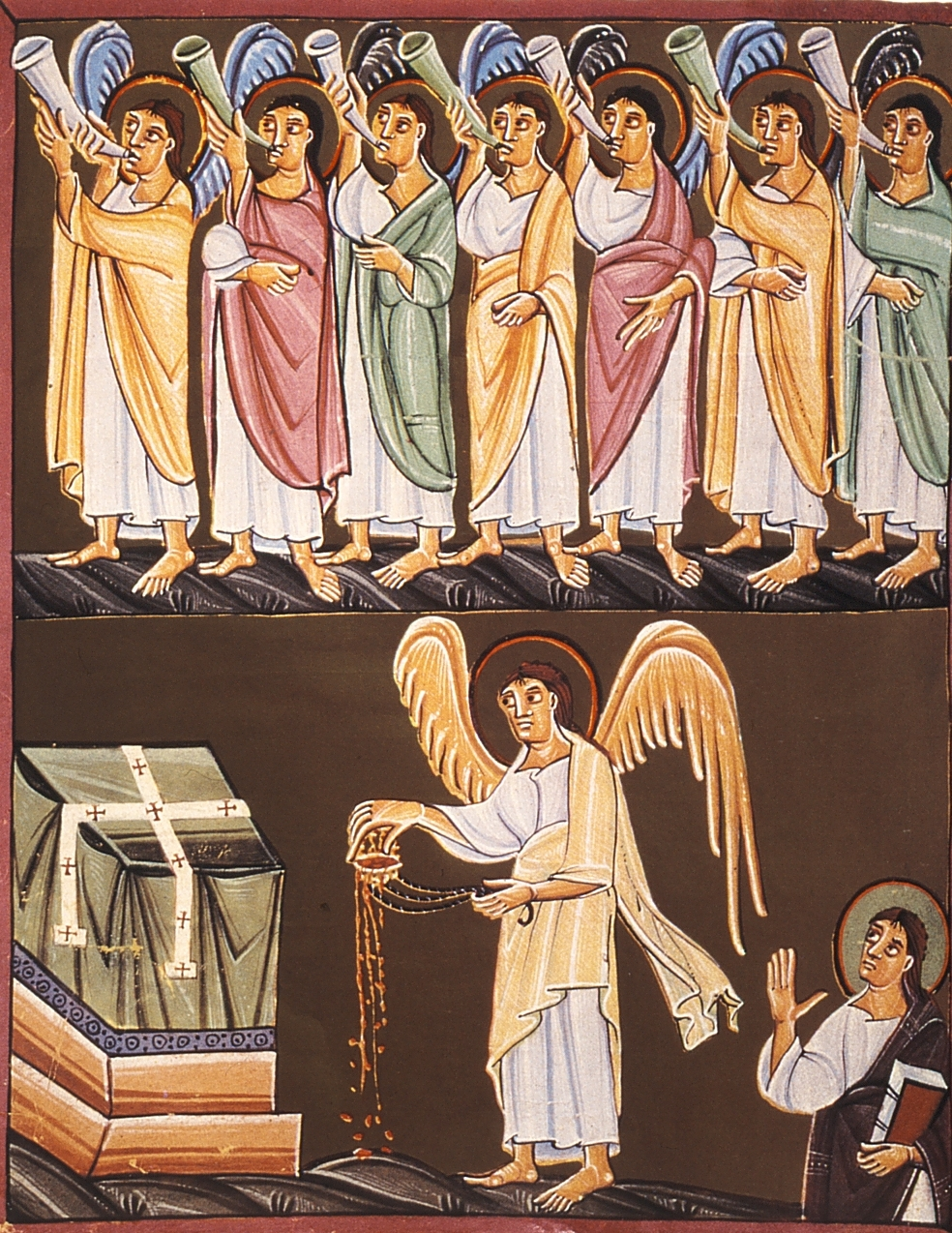
De sju basunerna.

Johannes uppenbarelse, eller Uppenbarelseboken i Bibeln, är ett exempel på en apokalyps. Enligt Nya testamentet "såg" Johannes hur Jesus återkommer till jorden efter en tid av våldsam förödelse av jorden som Antikrist orsakat. Efter Kristus/Guds (se treenighetsläran) seger kommer alla människor att dömas efter vad de har gjort och världen eller den mänskliga historien får sedan sitt slut. Uppenbarelseboken är den sista boken i det kristna Nya Testamentet.
Även muslimerna tror på den yttersta domen, vilken kommer den dag då Gud kallar alla människor, inklusive alla döda, för att ställa dem inför sin tribunal. Shia-muslimerna har till skillnad från sunni-muslimerna en messiasgestalt. De tror på den 12:e imamens eller Mehdis återkomst, då ett lyckorike kommer att upprättas efter en tid av krig, omstörtning och sammanbrott avseende den mänskliga civilisationen, katastrofer och massdöd. Flera människor har genom historien framträtt med uppenbarelser om Mehdis snara ankomst.
I bahá'í-tron, en världsvid religion som föddes genom en väckelserörelse i det shiaislamiska Iran i mitten av 1800-talet, finns också föreställningarna om ett framtida lyckorike samt vad som ska utmärka denna nya civilisation. Bahá'u'lláh (1817 - 1892) hade uppenbarelser som resulterade i en mycket stor samling skrifter. Någon undergång tror bahá'íerna inte på, även om vi kommer att hemsökas av katastrofer och samhälleliga kollapser på vägen. Skapelsen kommer liksom Gud att bestå för evigt och människan kommer att utvecklas till en allt mer högstående varelse, andligt och vetenskapligt.

## Andra föreställningar om världens undergång
De asatroendes apokalyps kallas ragnarök och finns beskriven i Eddan, närmare bestämt i Völuspa (Völvans spådom). Ragnarök föregås av fimbulvintern.

### Utplåning i december 2012
Tidigt på tjugohundratalet låg den undergångsteori närmast i tid som hänförs till år 2012. Den hade en av sina utgångspunkter i att mayaindianerna lät sin 5 125 år långa stora årscykel sluta just 21 december 2012. Mayakalendern tar dock inte slut. Den byter bara från en baktun till en annan.

### Polförskjutning
En annan idé är att kraftigare solstormar var 12.000:e år får jordens järnkärna att vridas upp och ner, och därmed snurra åt motsatt håll. När den trögare magman ska följa efter, medför det att rotationen vid jordytan helt stannar, varvid utbuktningen vid ekvatorn försvinner och kontinenterna börjar glida vertikalt. När magman anpassat sig till järnkärnans nya rotation, börjar ytan återigen att bukta ut vid ekvatorn och kontinenterna sitter fast på sina nya positioner. Denna omkastning skulle leda till att kontinenter förskjuts 300 mil och världsomfattande vulkanutbrott som leder till tjocka stoftmoln i atmosfären. Dessutom en 1,5 km hög flodvåg som går flera varv jorden runt på grund av att oceanerna under en tid fortsätter att röra sig. Om detta inträffade snabbt (inom loppet av några decennier) skulle nästan allt liv på jorden utplånas och den mänskliga civilisationen, med den teknologiska nivå vi befinner oss på idag, inte överleva.
Det finns dock inget vetenskapligt stöd för en sådan teori eller apokalyps. Den senaste polomkastningen skedde för 780.000 år sen, och är en process som tar tusentals år från början till slut. Under denna period kan visserligen magnetosfärens skydd mot skadlig strålning från solstormar minska, vilket kan innebära ökade risker för djur- och naturliv på jorden. Däremot är det inte fråga om en kataklysmisk händelse likt den som beskrivs ovan.

### Fotnoter
1. 1 2  Strindberg, Thor-Leif (2008). ”Apokalyps - vad är det?”. Bibelfrågan. http://www.alltombibeln.se/bibelfragan/apoka.htm. Läst 7 november 2011.
2. ↑  McDonald, Lee Martin & Sanders, James A. (2002) The Canon Debate, Appendix D-2, not 19. Peabody, Massachusetts: Hendrickson Publishers.
3. ↑  Wibeck (2003), ss 275 - 280
4. ↑  Vramming, Ylva (1996), ss 87 & 129
5. ↑  Vramming, Ylva (1996), s 57
6. ↑  Esslemont (1976), s 269
7. ↑  Sitler, Robert K. (2006). "The 2012 Phenomenon: New Age Appropriation of an Ancient Mayan Calendar”. Novo Religio: The Journal of Alternative and Emergent Religions, ss 24-38. (Berkeley: University of California Press) 9 (3).
8. ↑  Allt om vetenskap (7, 2010) "Myten om katastrofen 2012". Av Journath, Michael.,s 28-32.
9. ↑  Geryl, Patrick (2011) December 2012 Arkiverad 31 oktober 2011 hämtat från the Wayback Machine. webbsida av den belgiske amatörforskaren Patrick Geryl. (Sidan senast kontrollerad 2011-11-07.)
10. ↑  Natalie Wolchover, 'What if Earth's magnetic poles flip?', LiveScience.com
http://www.livescience.com/18426-earth-magnetic-poles-flip.html